# Alfred Müller-Armack

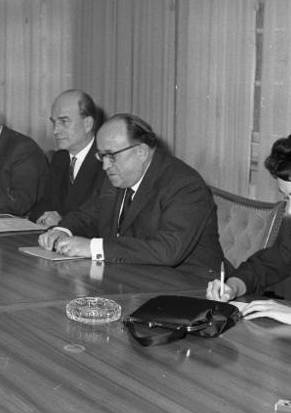
Alfred Müller-Armack (Mitte) 1961.

Alfred August Arnold Müller-Armack (* 28. Juni 1901 in Essen; † 16. März 1978 in Köln) war ein deutscher Nationalökonom, Kultursoziologe, Urheber des Begriffs und Mitbegründer der Sozialen Marktwirtschaft.

## Familie und Ausbildung
Müller-Armack war der Sohn von Hermann Justus Müller, Betriebsleiter bei der Firma Krupp, und dessen Frau Elise Dorothee. In den 1920er Jahren fügte er seinem Namen den Geburtsnamen seiner Mutter hinzu und veröffentlichte ab 1929 unter dem Namen Müller-Armack. 
Seine Habilitation erfolgte 1926 mit der Arbeit „Ökonomische Theorie der Konjunkturpolitik.“ Zuvor hatte er 1923 an der Universität zu Köln promoviert. Der Titel der Arbeit lautete Das Krisenproblem in der theoretischen Sozialökonomik. Versuch einer Neubegründung der absoluten Überproduktionslehre.
Müller-Armack heiratete 1934 Irmgard Helene Emma Fortmann. Müller-Armacks erste Ehe wurde nach sechs Monaten geschieden.

## Wirken

### 1933 bis 1945
Zum 1. Mai 1933 trat Müller-Armack der NSDAP bei (Mitgliedsnummer 2.117.614), da er hoffte, das nationalsozialistische Regime könne als „starker Staat“ eine bessere und stabilere Wirtschaftspolitik durchsetzen als die Weimarer Republik. Bis 1945 blieb er – zwar ein passives – Parteimitglied, formulierte aber in einem emphatischen Pamphlet seine Hoffnungen auf die nun möglich werdende Wirtschaftsordnung.
Im selben Jahr (1933) veröffentlichte er seine Schrift Staatsidee und Wirtschaftsordnung im Neuen Reich, die dem Nationalsozialismus ideologisch nahestand. 1940 wurde er ordentlicher Professor und geschäftsführender Direktor des Instituts für Wirtschafts- und Sozialwissenschaften der Westfälischen Wilhelms-Universität Münster, wo er Beratungsaufgaben für das NS-Regime und die Wehrmacht übernahm. Als 25-Jähriger war er der jüngste Dozent, 1934 der jüngste außerordentliche Professor an der Universität zu Köln.
Eine Neuauflage seines Buches „Staatsidee“ wurde 1935 von den nationalsozialistischen Machthabern abgelehnt.
In vertraulichen Gesprächskreisen der Wirtschaft, in denen man nicht unbedingt vom „Endsieg“ des Deutschen Reiches ausging, und wo er auch auf Ludwig Erhard traf, arbeitete er an Konzepten für eine Wirtschaftsordnung nach dem Krieg. Ab 1943 wirkte er in Vreden-Ellewick, wohin seine Forschungsstelle für Allgemeine und Textile Marktwirtschaft ausgelagert worden war. Mit seiner Studie Das Jahrhundert ohne Gott versuchte er 1948 eine religionssoziologische Deutung des Nationalsozialismus, den er rückblickend als Ersatzreligion in einer Zeit des Glaubensabfalls ansah.

### 1945 bis 1963
Nach dem Zweiten Weltkrieg trat Müller-Armack der CDU bei und entwarf 1946 in seinem Buch Wirtschaftslenkung und Marktwirtschaft (erschienen 1947) die Idee und den Begriff der „Sozialen Marktwirtschaft“ (dabei schrieb er sozial stets mit großem „S“) als einer mit „sozialer Gerechtigkeit … in einem komplementären Verhältnis“ stehenden Marktwirtschaft. 1950 wechselte er als ordentlicher Professor für Wirtschaftliche Staatswissenschaften an die Universität zu Köln und gründete im selben Jahr gemeinsam mit Franz Greiß als unabhängiges wirtschaftswissenschaftliches Forschungsinstitut das Institut für Wirtschaftspolitik an der Universität zu Köln. Ab 1952 arbeitete er im Wirtschaftsministerium unter Ludwig Erhard als Leiter der Grundsatzabteilung. Bei seiner theoretischen und praktischen Weiterentwicklung der Sozialen Marktwirtschaft erweiterte er auch erheblich die Gedankenwelt Ludwig Erhards und der Ordoliberalen. Die Wettbewerbsordnung der Freiburger Schule ergänzte er um die soziale Sicherheit. „Beide Dinge gehören absolut in der Sozialen Marktwirtschaft in eine gemeinsame Strukturformel.“ Von 1958 bis 1963 war er Staatssekretär für Europäische Angelegenheiten. Müller-Armack war sowohl vom Soziologischen Neoliberalismus und der Freiburger Schule als auch von der christlichen Soziallehre beeinflusst.
Als 1963 die Verhandlung für den Beitritt des Vereinigten Königreichs zur EWG scheiterten, bot Müller-Armack seinen Rücktritt an. Dennoch blieb er bis zum Regierungswechsel Mitte Oktober 1963 im Amt.

### 1963 bis 1978
Nach dem Ende seiner Tätigkeit als Ministerialbeamter nahm Müller-Armack seine Lehrtätigkeit als Honorarprofessor an der Universität zu Köln wieder auf. 1970 wurde er emeritiert.
Aus der Politik zog er sich weitgehend zurück, war aber von 1964 bis 1969 Stadtverordneter in Köln (für die CDU). Von 1964 bis 1968 war er zusammen mit Franz Thedieck Vorsitzender der Konrad-Adenauer-Stiftung. Nach dem Tode Ludwig Erhards wurde er dessen Nachfolger in der Ludwig-Erhard-Stiftung.
Bis August 1977 war Müller-Armack außerdem Mitglied im Verwaltungsrat der Europäischen Investitionsbank. Eine vergleichbare Position hatte er bei den Rheinischen Stahlwerken inne, wo er von 1965 bis 1969 Vorsitzender des Aufsichtsrats war.
1971 veröffentlichte er seine Erinnerungen unter dem Titel Auf dem Weg nach Europa.
Im Gegensatz zu Erhard hielt Müller-Armack bis zu seinem Tode (1978) daran fest, dass das Konzept der Sozialen Marktwirtschaft mit der realen Wirtschaftsordnung übereinstimme.

„Das Stilprinzip der Sozialen Marktwirtschaft [ist] einer permanenten Abwandlung zugänglich […] Ich erinnere an die Sparförderung, an die weiterzuführenden Ansätze der Vermögenspolitik, an die dynamische Rentenformel, an das Betriebsverfassungsgesetz und alles was sich daran anschloss.“

## Tod
Alfred Müller-Armack starb 1978 im Alter von 76 Jahren in der Kölner Universitätsklinik. Er liegt auf dem Friedhof Riedering (Landkreis Rosenheim in Oberbayern) begraben.

## Ehrungen

### Auszeichnungen
- 1972 erhielt Müller-Armack den Ernst-Hellmut-Vits-Preis der Westfälischen Wilhelms-Universität (WWU) in Münster.
- 1976 wurde er mit der Alexander-Rüstow-Plakette ausgezeichnet.

### Postume Benennungen
- Seit 2016 verleiht die Aktionsgemeinschaft Soziale Marktwirtschaft eine Verdienstmedaille in Erinnerung an Müller-Armack.[11]
- Der größte Hörsaal im WiSo-Gebäude der Universität zu Köln – der Hörsaal I – trägt den Namen Müller-Armack-Hörsaal.
- Das Berufskolleg Köln-Zollstock trägt den Namen Alfred-Müller-Armack-Berufskolleg – kurz AMA-Berufskolleg Köln.
- Im Kölner Stadtteil Weiß ist die Müller-Armack-Straße nach ihm benannt.
- Die Universität Münster hat seit 2002 den Müller-Armack Preis an herausragende Absolventen des Studiengangs Volkswirtschaftslehre vergeben.[12]

## Veröffentlichungen

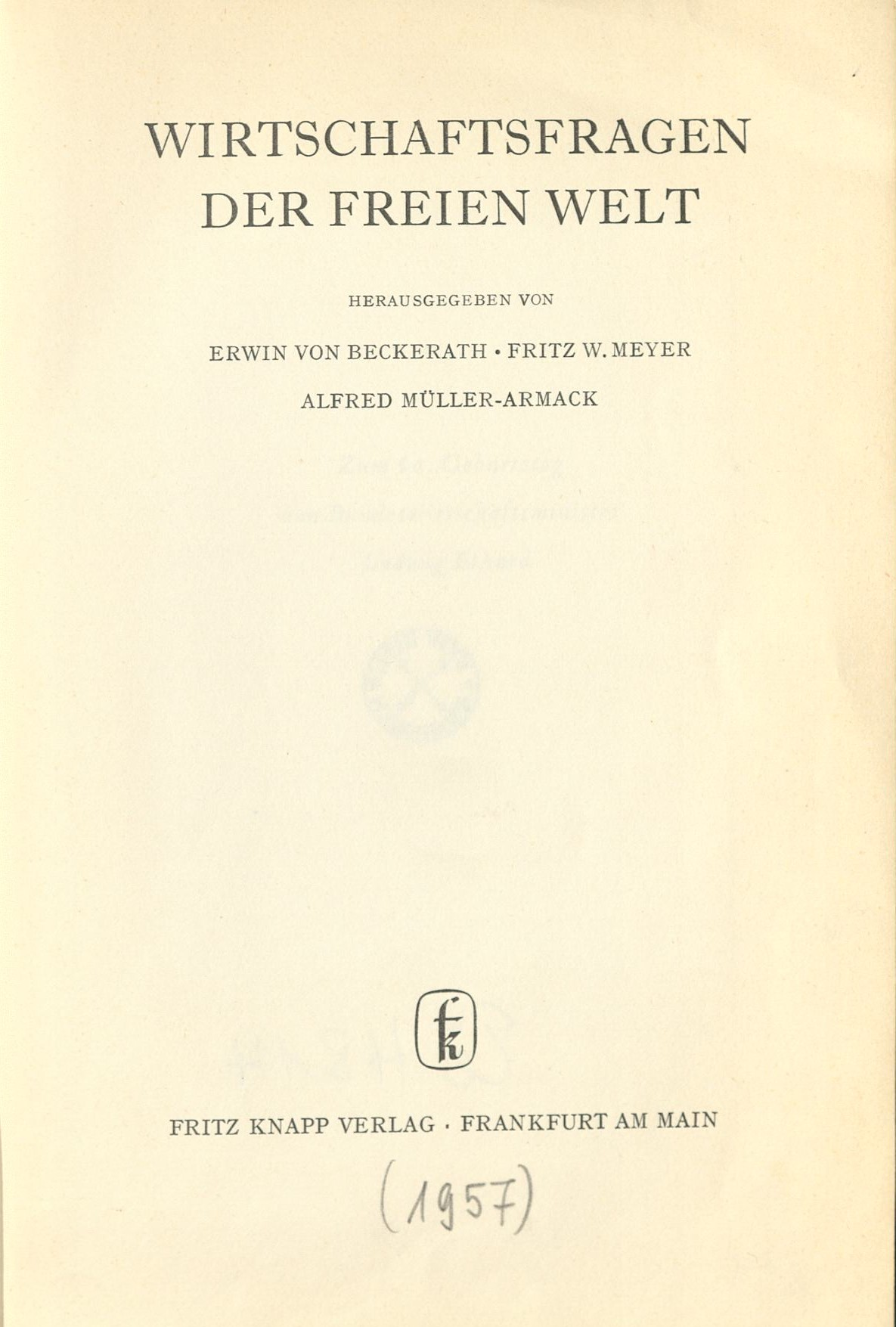
Festschrift für Ludwig Erhardt 1957

- Entwicklungsgesetze des Kapitalismus. Ökonomische, geschichtstheoretische und soziologische Studien zur modernen Wirtschaftsverfassung. Junker & Dünnhaupt, Berlin 1932.
- Staatsidee und Wirtschaftsordnung im Neuen Reich. Junker & Dünnhaupt, Berlin 1933.
- Genealogie der Wirtschaftsstile. Die geistesgeschichtlichen Ursprünge der Staats- und Wirtschaftsformen bis zum Ausgang des 18. Jahrhunderts. Kohlhammer, Stuttgart 1941.
- Zur Diagnose unserer wirtschaftlichen Lage. Küster, Bielefeld 1947.
- Wirtschaftslenkung und Marktwirtschaft. Verlag für Wirtschaft und Sozialpolitik, Hamburg 1947; Kastell, München 1990, ISBN 3-924592-28-4 (auch in Wirtschaftsordnung und Wirtschaftspolitik enthalten).
  - Thomas Strobl: Soziale Marktwirtschaft: Ökonomie als Instrument, nicht als Selbstzweck. In: Frankfurter Allgemeine Zeitung, 11. April 2009 (Rezension).
- Das Jahrhundert ohne Gott. Zur Kultursoziologie unserer Zeit. Regensberg, Münster 1948; Schmitt, Siegburg 2004, ISBN 3-87710-324-3.
- Diagnose unserer Gegenwart. Zur Bestimmung unseres geistesgeschichtlichen Standorts. Bertelsmann, Gütersloh 1949; 2. erweiterte Auflage: Haupt, Bern/Stuttgart 1981, ISBN 3-258-03023-5.
- Religion und Wirtschaft. Geistesgeschichtliche Hintergründe unserer europäischen Lebensform. Kohlhammer, Stuttgart 1959; Haupt, Bern/Stuttgart 1981, ISBN 3-258-03024-3.
- Studien zur sozialen Marktwirtschaft. Institut für Wirtschaftspolitik an der Universität Köln, Köln 1960.
- Wirtschaftsordnung und Wirtschaftspolitik. Studien und Konzepte zur sozialen Marktwirtschaft und zur europäischen Integration. Rombach, Freiburg 1966; Haupt, Bern/Stuttgart 1976, ISBN 3-258-02515-0
- Wirtschafts- und Finanzpolitik im Zeichen der sozialen Marktwirtschaft. Festgabe für Franz Etzel. Seewald, Stuttgart 1967.
- Auf dem Weg nach Europa. Erinnerungen und Ausblicke. Wunderlich, Tübingen 1971, ISBN 3-8052-0202-4.
- Genealogie der Sozialen Marktwirtschaft. Frühschriften und weiterführende Konzepte. Haupt, Bern/Stuttgart 1974, ISBN 3-258-01198-2; 2. erweiterte Auflage ebd. 1981, ISBN 3-258-03025-1 (versammelt Frühschriften 1945–1948 – außer Wirtschaftslenkung und Marktwirtschaft – sowie Beiträge zu den geistigen Grundlagen und zur Fortentwicklung der Sozialen Marktwirtschaft von 1953 bis 1973).
- Die zentrale Frage der Forschung. Die Einheit von Geistes- und Naturwissenschaften. In: ORDO. Bd. 28, 1975, S. 13–23.
- Die Grundformel der Sozialen Marktwirtschaft. In: Ludwig-Erhard-Stiftung (Hrsg.): Symposion I: Soziale Marktwirtschaft als nationale und internationale Ordnung. Verlag Bonn Aktuell, Bonn 1978, S. 9–18.